# Odontomera cincta
Odontomera cincta är en tvåvingeart som beskrevs av Willi Hennig 1938. Odontomera cincta ingår i släktet Odontomera och familjen Richardiidae.
Artens utbredningsområde är Peru. Inga underarter finns listade i Catalogue of Life.